# Lemoore
Lemoore és una població a l'estat de Califòrnia. Segons el cens del 2010 tenia 25.461 habitants.

## Demografia
Segons el cens del 2000, Lemoore tenia 21.900 habitants, 6.450 habitatges, i 4.927 famílies. La densitat de població era de 900,7 habitants/km².
Dels 6.450 habitatges en un 48% hi vivien nens de menys de 18 anys, en un 55% hi vivien parelles casades, en un 15,5% dones solteres, i en un 23,6% no eren unitats familiars. En el 17,4% dels habitatges hi vivien persones soles el 5% de les quals corresponia a persones de 65 anys o més que vivien soles. El nombre mitjà de persones vivint en cada habitatge era de 3,06 i el nombre mitjà de persones que vivien en cada família era de 3,46.
Per edats la població es repartia de la següent manera: un 34,6% tenia menys de 18 anys, un 11,2% entre 18 i 24, un 31,3% entre 25 i 44, un 16,6% de 45 a 60 i un 6,3% 65 anys o més.
L'edat mediana era de 28 anys. Per cada 100 dones de 18 o més anys hi havia 95,5 homes.
La renda mediana per habitatge era de 40.314 $ i la renda mediana per família de 44.006 $. Els homes tenien una renda mediana de 34.726 $ mentre que les dones 25.759 $. La renda per capita de la població era de 15.876 $. Entorn de l'11,4% de les famílies i el 13,4% de la població estaven per davall del llindar de pobresa.

## Poblacions properes
El següent diagrama mostra les poblacions més properes.